# Субботино (Ярославская область)
Субботино — деревня Арефинского сельского поселения Рыбинского района Ярославской области .
Деревня стоит на небольшом поле в окружении лесов, на правом берегу реки Талица, левого притока Ухры. Она расположена к северо-западу от центра сельского поселения села Арефино. Через деревню проходит просёлочная дорога, связывающая деревни, стоящие по левому берегу Ухры. В юго-восточном направлении эта дорога выходит к деревне Городишка, а в северо-западном, пересекая Талицу вброд, выходит к деревне Чашково .
Деревня Суботина обозначена на плане Генерального межевания Рыбинского уезда 1792 года.
На 1 января 2007 года в деревне Субботино не числилось постоянных жителей . Почтовое отделение, расположенное в центре сельского поселения селе Арефино обслуживает в деревне Субботино 8 домов .